# Мањеж викли
Мањеж Викли Новине, недељник, излазио у Београду у тиражу око 50 примерака. Овај часопис покренут је крајем маја 1995. године. Први број је изашао 2. 6.1995. а радили су га „они који су остали за оне који су отишли“.
Текстове су писали редовни посетиоци кафане Мањеж. 
Мањеж викли је била новина која је на кафански начин коментарисала догађаје из претходне седмице.
Редакцију су сачињавали:
- Велизар Мргуд, главни, одговорни и технички уредник и енигмата
- Артур Шупер - фељтон, интервјуи, сервисне информације
- Ката Клизма - хороскоп
- Форест Гамп - коментатор и репортер
- М. А. Ћуфте - глас народа
- Пенелопа Стоичкова, Тереза Лукс, Алкохолије Хаџи Хмељић, Мала Мо, Бети Винчестер - новинари, коментатори и репортери.

Услед недостатка средстава, новина се привремено угасила после годину дана, по изласку 26. броја.